# Selecția Națională 2020
La ventiquattresima edizione di Selecția Națională si è tenuta il 1º marzo 2020 e ha selezionato il brano rappresentante della Romania all'Eurovision Song Contest 2020 di Rotterdam. 
Il brano vincitore che Roxen canterà all'Eurovision Song Contest è Alcohol You.

## Organizzazione
Dopo gli insuccessi all'Eurovision Song Contest 2018 e 2019, a dicembre 2019 TVR ha confermato il ritorno di Selecția Națională, programma televisivo che dal 1993 coinvolge il pubblico nella scelta del rappresentante nazionale eurovisivo.
Per la prima volta nella storia della manifestazione, l'artista partecipante all'Eurovision Song Contest è stato selezionato internamente dall'emittente: il 31 gennaio 2020 TVR ha confermato la collaborazione con l'etichetta discografica Global Records, citando come ragione per la scelta il successo dei loro artisti nell'industria musicale nazionale. Una giuria è stata incaricata di selezionare l'artista tra i cantanti scritturati dall'etichetta, restrigrendo la scelta a tre potenziali rappresentanti. Nel mese di febbraio sono stati annunciati i nomi degli artisti ancora in lizza per la scelta: Cezar Gună, Diana V e Roxen. L'11 febbraio 2020 è stato annunciato che la ventenne Roxen avrebbe rappresentato la Romania all'Eurovision Song Contest 2020.
Nel mese di gennaio compositori e parolieri nazionali ed internazionali sono stati invitati a prendere parte ad un laboratorio musicale a Bucarest, in modo tale da scrivere i brani che avrebbero preso parte alla manifestazione.

### Sistema di voto
Dopo varie modifiche apportate nel corso negli anni, si è tornato al classico sistema secondo cui i risultati sono decretati da un mix di voto della giuria nazionale e televoto. In caso di parità, ha prevalso il voto del pubblico.

## Brani e risultati
I cinque brani che sono stati selezionati per il Selecția Națională sono stati annunciati e pubblicati il 21 febbraio 2020.
| # | Canzone            | Autori                                                              | Punteggio | Punteggio | Totale | Posizione |
| # | Canzone            | Autori                                                              | Giuria    | Televoto  | Totale | Posizione |
| - | ------------------ | ------------------------------------------------------------------- | --------- | --------- | ------ | --------- |
| 1 | Beautiful Disaster | Alex Cotoi, Julie Frost, Breyan Isaac                               | 0         | 0         | 0      | 5         |
| 2 | Cherry Red         | Sebastian Barac, Marcel Botezan, Costel Dominteanu, Theea Miculescu | 1         | 2         | 3      | 3         |
| 3 | Colors             | Alex Cotoi, Julie Frost, Breyan Isaac                               | 2         | 1         | 3      | 4         |
| 4 | Alcohol You        | Ionuț Armas, Breyan Isaac, Viky Red                                 | 5         | 5         | 10     | 1         |
| 5 | Storm              | Luisa Luca, Viky Red                                                | 3         | 3         | 6      | 2         |